# Tony Muréna
Antonio „Tony“ Muréna (*  24. Januar 1915 in Borgo Val di Taro; † 29. Januar 1971 in Le Vésinet) war ein italienisch-französischer Akkordeon-Spieler (und Bandoneon-Spieler) und Komponist des Musette, der in Frankreich wirkte.
Seine Eltern wanderten 1923 nach Frankreich ein und sie wohnten in Nogent-sur-Mer. Über einen Onkel kam er an das Akkordeon und spielte ab neun Jahren auf Veranstaltungen und später in Music-Halls und Cabarets. In den 1930er Jahren spielte er – als exzellenter Bandoneon-Spieler – in vielen damals bekannten Tango-Orchestern und hatte ein eigenes Quintett. In den 1940er Jahren spielte er im Hot Club de France und war so bekannt, dass Glenn Miller mit ihm spielen wollte, was durch dessen Tod verhindert wurde. 1947 spielte er in Kambodscha vor König Sihanouk (der selber Akkordeon spielte), er tourte in Südamerika, Deutschland, Italien und der Schweiz. Er kaufte 1949 ein eigenes Tanzlokal (Le Mirliton) in Paris. Dort spielten auch Stéphane Grappelli und Django Reinhardt. 1950 traf er in den USA Astor Piazzolla. 1958 gründete er das Musette-Orchester von Radio Luxembourg und trat im französischen Fernsehen auf. Mit Jo Privat legte er das Album Tangos et pasos éternels vor.
Von ihm stammt der klassische Musette-Walzer Indifférence (mit Joseph Colombo).

## Lexikalischer Eintrag
- François Billard & Didier Roussin, Histoires de l'accordéon, Climat-INA, 1991